# زمین‌لرزه ۱۳۸۳ بلده
زمین‌لرزه ۱۳۸۳ بلده در ۸ خرداد با بزرگای ۶٫۳ در مقیاس بزرگای گشتاوری و شدت VIII (شدید) در مقیاس مرکالی در شمال ایران روی داد. بر اثر این زمین‌لرزه ۳۵ تن کشته و بین ۲۷۸ تا ۴۰۰ تن زخمی شدند. این زمین‌لرزه ۱۵٫۴ میلیون دلار آمریکا خسارت مالی به بار آورد.